# Tamna energija
Tamna energija, prema modernoj fizikalnoj kozmologiji, je nevidljiv sastojak svemira koji ispunjava sav prostor i uzrokuje njegovo ubrzano širenje. Takvo ubrzano širenje svemira ustanovile su 1997. dvije skupine znanstvenika na temelju pojava supernova tipa Ia. U okviru standardnoga kozmološkog modela, za ubrzano širenje prevladavajuća tvar u svemiru mora biti fluid koji posjeduje negativni tlak, a nazvan je tamna energija. Po mjerenjima iz 2003., tamna energija čini 73% ukupne gustoće energije svemira. Jedno od mogućih objašnjenja za tamnu energiju je energija takozvanog kvantnomehaničkog vakuuma (kvantni šum). Za razliku od ostalih sastojaka svemira, takva gustoća energije vakuuma ne mijenja se u kozmičkom vremenu i kao takva ima ulogu kozmološke konstante u Einsteinovim jednadžbama opće teorije relativnosti. Ako se opažanja objasne efektivnom kozmološkom konstantom, tada ona odgovaraju otkriću gustoće energije vakuuma prostora sićušne vrijednosti od 10–27 kg/m³. Tamna energija može biti predstavljena i skalarnim poljima (takozvana kvintesencija) koja se mijenjaju u prostoru i vremenu, no zadržavaju isti antigravitacijski učinak, tako da se u kozmološkim epohama u kojima prevladava tamna energija govori o inflaciji (napuhivanju) svemira.

## Tamna tvar
Tamna tvar je sastavnica svemira koja ne emitira i ne reflektira dovoljno zračenja da bi ju se moglo izravno opažati. Na postojanje tamne tvari upućuju astronomska opažanja njezinih gravitacijskih učinaka. Prve pretpostavke o postojanju tamne tvari iznio je 1930-ih švicarski astronom Fritz Zwicky, a temeljile su se na takozvanom virijalnom teoremu, prema kojemu se ukupna masa potrebna za vezanje galaktika u galaktičke skupove ne može dobiti samo na temelju vidljive tvari. Tako masi galaktičkih skupova zvijezde, prašina i plin pridonose manje od 10%. Dodatnih 10 do 40% mase dolazi od vruće međugalaktičke tvari, a ostatak je nevidljiv. Početkom 1970-ih, na temelju mjerenja krivulja rotacije bliskih spiralnih galaktika, Vera Rubin je ustanovila da je 90% tvari prosječne galaktike nevidljivo. Za spiralne je galaktike opazila da njihova vanjska područja kruže brže nego što se očekuje na temelju Keplerovih zakona. Izmjerene krivulje rotacija upućuju na to da u vanjskim sferičnim područjima (haloima) galaktika mora postojati deset puta više nevidljive tvari nego što ima opažene tvari. Dio te tamne tvari mogu biti machoi smeđi ili bijeli patuljci koji djeluju kao gravitacijske leće, na temelju čega bi mogli biti detektirani. Oni se ubrajaju u takozvanu barionsku tamnu tvar, kojoj pripadaju i neutronske zvijezde i crne rupe. No postoje kozmološka ograničenja (iz proračuna prvotne nukleosinteze) prema kojima udjel barionske tvari u svemiru ne može biti veći od 15%. Stoga prevladavajuća tamna tvar mora biti nebarionska. Jedno objašnjenje za takvu tvar su neutrini, koji se zbog svoje male mase ponašaju kao relativističke čestice (takozvana vruća tamna tvar). Moguća nerelativistička (hladna) tamna tvar sastojala bi se od još neotkrivenih wimp čestica, masivnih slabomeđudjelujućih čestica. O tipu prevladavajuće tamne tvari ovisi način stvaranja struktura u svemiru. Kompjutorske simulacije pokazuju da, uz pretpostavku prevladavajuće hladne tamne tvari, stvaranje ide od najmanjih svemirskih struktura prema galaktikama i njihovim nakupinama.

### Macho
Macho (od engl. Massive Compact Halo Object: masivni kompaktni objekt u halou) su nebeska tijela vrlo slaboga sjaja, izgrađeni od obične (barionske) tvari, na primjer planeti, smeđi patuljci, crne rupe i drugo. Machoi čine manji dio nevidljive tamne tvari. Njihovim postojanjem ne može se objasniti brza rotacija galaktika.

### Wimp čestice
Wimp čestice (od engl. Weakly Interacting Massive Particle: slabomeđudjelujuća masivna čestica) su hipotetske čestice velike mase (10 ili 100 puta veće mase od mase protona) koje odbojno i slabo međudjeluju s običnom tvari. Do danas nisu otkrivene. Smatra se da čine većinu tamne tvari.